# Michaela Dorfmeister
Michaela Dorfmeister, née le 25 mars 1973 à Vienne, est une skieuse alpine autrichienne spécialiste des épreuves de vitesse. Vainqueur de la coupe du monde en 2002, elle remporte deux titres olympiques, en descente et en super G, lors des Jeux olympiques d'hiver de 2006.

## Biographie
Michaela Dorfmeister passe les quatre premières années de sa vie à Vienne. Sa famille déménage ensuite à Neusiedl, dans la commune de Waidmannsfeld, où elle apprend le ski. À l'âge de 14 ans, elle commence une formation à l'école de ski de Schladming. Elle devient championne d'Autriche junior de descente et de slalom géant en 1992. Elle surprend en remportant le super G des Championnats d'Autriche la même année.
Michaela Dorfmeister participe à sa première course de Coupe du monde en 1991. Elle rentre pour la première fois dans le top 10 en Coupe du monde en janvier 1995 avec une neuvième place lors du super G de Haus im Ennstal (Autriche). La saison suivante, elle monte pour la première fois sur le podium en remportant la descente de Sankt Anton am Arlberg, également en Autriche, le 16 décembre 1995. Lors de sa première participation aux Jeux olympiques, en 1998 à Nagano, elle est médaillée d'argent du super G avec seulement un centième de seconde de retard sur la championne olympique américaine Picabo Street. Elle gagne ensuite deux médailles aux Championnats du monde 1999 à Vail (États-Unis) : l'argent en descente et le bronze en super G.
Après avoir gagné cinq épreuves (quatre slaloms géants et un super G) pendant la saison de Coupe du monde 1999-2000, Dorfmeister remporte le classement du slalom géant et termine deuxième du classement général derrière sa compatriote Renate Götschl. Elle remporte la descente des Championnats du monde 2001 à Sankt Anton am Arlberg.
Michaela Dorfmeister est la skieuse la plus complète pendant la saison 2001-2002, ce qui lui permet de remporter le classement général de la Coupe du monde. Aux Jeux olympiques d'hiver de 2002 organisés à Salt Lake City, elle fait partie des favorites mais elle termine quatrième du slalom géant, cinquième du combiné, sixième du super G et neuvième de la descente.
Elle est championne du monde pour la deuxième fois en Championnats du monde 2003 à Saint-Moritz (Suisse), cette fois en super G. Elle remporte le classement de Coupe du monde de la descente et est élue sportive autrichienne de l'année également en 2003.
Après des moins bons résultats en 2003-2004, elle remporte le classement de la Coupe du monde du super G en 2004-2005. Les Championnats du monde 2005 à Bormio (Italie) sont pour elle une grande déception puisqu'elle ne termine aucune des trois courses auxquelles elle participe.
Lors de la descente du super-combiné de Saint-Moritz le 22 janvier 2006, Dorfmeister passe près d'un très grave accident : elle évite au dernier moment un volontaire qui traverse la piste pendant sa descente. Elle annonce fin 2005 qu'elle prendra sa retraite sportive à la fin de la saison.
Lors des Jeux olympiques de Turin en 2006, Dorfmeister devient championne olympique de la descente le 15 février puis du super G le 20 février. Première championne olympique autrichienne de descente depuis Annemarie Moser-Pröll en 1980, elle est également la première skieuse à réaliser le doublé descente-super G aux Jeux olympiques. Dorfmeister remporte les classements de Coupe du monde de la descente et du super G à la fin de la saison 2005-2006. Elle participe à sa dernière course de Coupe du monde le 18 mars 2006 lors du slalom géant d'Åre (Suède), deux jours après s'être classée deuxième du super G. Dorfmeister termine sa carrière après quinze saisons en Coupe du monde au cours desquelles elle est montée sur le podium à 64 reprises, dont 25 fois sur la plus haute marche. Elle est élue sportive autrichienne de l'année pour la deuxième fois en 2006.
Dorfmeister met au monde son premier enfant en mars 2009.

## Palmarès

### Jeux olympiques d'hiver
| Épreuve / Édition | Nagano 1998 | Salt Lake City 2002 | Turin 2006 |
| Descente          | 18e         | 9e                  | Or         |
| Super G           | Argent      | 6e                  | Or         |
| Slalom Géant      | -           | 4e                  | -          |
| Combiné           | -           | 5e                  | -          |

### Championnats du monde
| Épreuve / Édition | Sierra Nevada 1996 | Sestrières 1997 | Vail/Beaver Creek 1999 | Sankt Anton 2001 | Saint-Moritz 2003 | Bormio 2005 |
| Descente          | 11e                | 16e             | Argent                 | Or               | 12e               | Ab.         |
| Super G           | 29e                | 8e              | Bronze                 | 24e              | Or                | Ab.         |
| Slalom Géant      | 9e                 | 17e             | -                      | 8e               | 4e                | Ab.         |
| Combiné           | 12e                | 12e             | 6e                     | -                | -                 | -           |

### Championnats du monde juniors
| Épreuve / Édition | Zinal 1990 | Geilo/Hemsedal 1991 | Maribor 1992 |
| Descente          | 7e         | 31e                 | 5e           |
| Super G           | -          | 21e                 | 8e           |
| Slalom Géant      | -          | -                   | 10e          |
| Slalom            | -          | 21e                 | 19e          |
| Combiné           | -          | -                   | 7e           |

### Coupe du monde
- Vainqueur du classement général en 2002.
- Vainqueur du classement de la descente en 2003 et 2006.
- Vainqueur du classement du slalom géant en 2000.
- Vainqueur du classement du super G en 2005 et 2006.
- 64 podiums dont 25 victoires (8 en descente, 9 en super G, 8 en géant).

#### Différents classements en coupe du monde
| Année/Classement | Année/Classement | Général | Général | Descente | Descente | Super G | Super G | Géant  | Géant  | Slalom | Slalom | Combiné | Combiné |
| ---------------- | ---------------- | ------- | ------- | -------- | -------- | ------- | ------- | ------ | ------ | ------ | ------ | ------- | ------- |
| Année/Classement | Année/Classement | Class.  | Points  | Class.   | Points   | Class.  | Points  | Class. | Points | Class. | Points | Class.  | Points  |
| 1992             | 1992             | 103e    | 16      | 47e      | 12       | 55e     | 4       | -      | -      | -      | -      | -       | -       |
| 1993             | 1993             | 117e    | 10      | 49e      | 10       | -       | -       | -      | -      | -      | -      | -       | -       |
| 1994             | 1994             | 95e     | 25      | 52e      | 9        | 44e     | 16      | -      | -      | -      | -      | -       | -       |
| 1995             | 1995             | 18e     | 434     | 13e      | 195      | 16e     | 117     | 23e    | 93     | -      | -      | 9e      | 29      |
| 1996             | 1996             | 9e      | 727     | 8e       | 298      | 6e      | 249     | 12e    | 144    | -      | -      | 7e      | 36      |
| 1997             | 1997             | 39e     | 174     | 29e      | 42       | 20e     | 94      | 27e    | 38     | -      | -      | -       | -       |
| 1998             | 1998             | 33e     | 234     | 16e      | 112      | 16e     | 102     | -      | -      | -      | -      | 20e     | 20      |
| 1999             | 1999             | 6e      | 920     | 3e       | 454      | 2e      | 373     | -      | -      | 47e    | 11     | 4e      | 82      |
| 2000             | 2000             | 2e      | 1306    | 7e       | 290      | 7e      | 287     | 1re    | 684    | -      | -      | 5e      | 45      |
| 2001             | 2001             | 5e      | 923     | 9e       | 210      | 5e      | 332     | 3e     | 341    | -      | -      | 6e      | 40      |
| 2002             | 2002             | 1re     | 1271    | 2e       | 469      | 3e      | 212     | 2e     | 494    | -      | -      | 2e      | 96      |
| 2003             | 2003             | 4e      | 972     | 1re      | 372      | 5e      | 298     | 9e     | 266    | -      | -      | 7e      | 36      |
| 2004             | 2004             | 6e      | 943     | 5e       | 334      | 3e      | 391     | 10e    | 218    | -      | -      | -       | -       |
| 2005             | 2005             | 4e      | 1122    | 3e       | 432      | 1re     | 493     | 12e    | 181    | -      | -      | 15e     | 16      |
| 2006             | 2006             | 3e      | 1364    | 1re      | 498      | 1re     | 626     | 12e    | 210    | -      | -      | 14e     | 30      |

#### Détail des victoires
| Édition / Épreuve | Descente                         | Super G                            | Géant                                             | Slalom | Combiné | Total |
| 1995-1996         | Sankt Anton                      | –                                  | –                                                 | -      | –       | 1     |
| 1998-1999         | Saint-Moritz                     | -                                  | -                                                 | –      | –       | 1     |
| 1999-2000         | -                                | Santa Caterina                     | Serre Chevalier Val-d'Isère Maribor Berchtesgaden | –      | –       | 5     |
| 2000-2001         | -                                | Aspen                              | Sestrières                                        | -      | -       | 2     |
| 2001-2002         | Altenmarkt                       | Altenmarkt                         | Sölden Berchtesgaden Åre                          | -      | -       | 5     |
| 2002-2003         | Lenzerheide Innsbruck            | -                                  | -                                                 | –      | -       | 2     |
| 2004-2005         | Santa Caterina Cortina d'Ampezzo | Lake Louise Åre Lenzerheide        | -                                                 | -      | -       | 5     |
| 2005-2006         | Saint-Moritz                     | Val-d'Isère Saint-Moritz Kvitfjell | -                                                 | -      | -       | 4     |
| Total             | 8                                | 9                                  | 8                                                 | 0      | 0       | 25    |

### Arlberg-Kandahar
- Meilleur résultat : 32e place dans la descente 1993 à Cortina d'Ampezzo